# Norsjö IF
Norsjö IF är en fotbollsklubb från Norsjö som bildades 1919. 2013 spelade laget i division 4.
Historiskt har klubben varit verksam inom, och ofta haft sektioner för fotboll, ishockey, skidor, friidrott och bordtennis. 
Hemmaplanen heter Rännaren och invigdes 1919, men fick sitt namn först 1963 efter en namntävling. Namnet syftar på alla ”storrännare” (duktiga längdskidåkare) som bygden och klubben fostrat.

## Namn
Klubben bildades 1919 som IF Framåt, men då det namnet var upptaget enades man istället om att föreningen skulle heta för Norsjö IF. Redan 1921 föreslog Henning Isaksson att klubben skulle byta till Idrottsföreningen Kamraterna Norsjö (IFK Norsjö). Man tävlade sedan som IFK Norsjö  till 1934, för att då återgå till Norsjö IF.

## Fotboll
Norsjö har spelat en säsong i den näst högsta divisionen. Norsjö IF var i slutet av 1970-talet ett av de bästa lagen i Norrland. 
1963 kom laget på tionde och sista plats i division II, norrlandsserien. Norsjö IF vann 2014 och 2022 SM i Beachfotboll.

## Skidor
De två första Vasaloppet-segrarna kom från Norsjö och tävlade för Norsjö IF; Ernst Alm (född 1900) och Oskar Lindberg (född 1894). Andra åkare som tävlat för Norsjö IF är Henning Isaksson (SM 1918-1920), Agnes Lindberg (SM 1923), Signora Norén Eberhardsson (SM 1925), Mauritz "Norsjö-björnen" Brännström (VM och vasaloppet, 1941) och Guld-Martin Lundström (OS 1948).
I maj 2008 lämnade skidsektionen Norsjö IF skidor föreningen och bildade Föreningen Norsjö Skidor (Norsjö SK) under Västerbottens Skidförbund.